# Supercoppa spagnola 2002 (pallavolo femminile)
La Supercoppa spagnola 2002 si è svolta il 22 settembre 2002: al torneo hanno partecipato due squadre di club spagnole e la vittoria finale è andata per la prima volta al Tenerife.

## Regolamento
Le squadre hanno disputato una gara unica.

## Squadre partecipanti
| Squadra        | Qualificazione                                            | Ultima partecipazione |
| -------------- | --------------------------------------------------------- | --------------------- |
| Tenerife       | Vincitrice Superliga 2001-02 e Coppa della Regina 2001-02 | Debutto               |
| Diego Porcelos | Finalista Superliga 2001-02                               | Debutto               |

## Torneo
| 22 settembre 2002 Pabellón Anduva, Miranda de Ebro Durata: 1h:07 - Spettatori: 300 | Tenerife | 3 - 0 | Diego Porcelos | 25-21, 25-19, 26-24 |